# Drosera neesii
Drosera neesii är en sileshårsväxtart som beskrevs av Johann Georg Christian Lehmann. Drosera neesii ingår i släktet sileshår, och familjen sileshårsväxter.
Artens utbredningsområde är:
- Ashmore-Cartieröarna.
- Western Australia.

## Underarter
Arten delas in i följande underarter:
- D. n. borealis
- D. n. neesii